# CAA Centre
CAA Centre, tidigare Brampton Centre for Sports & Entertainment och Powerade Centre, är en inomhusarena i den kanadensiska staden Brampton i provinsen Ontario. Den har en publikkapacitet på upp till 5 000 åskådare beroende på arrangemang. Bygget av arenan inleddes i juni 1997 och invigningen skedde i september 1998. Den används som hemmaarena för Brampton Beast sedan 2013, dessförinnan användes den av Brampton Battalion mellan 1998 och 2013.